# Junta Militar (Honduras, 1956)
En Honduras, la Junta Militar fue un grupo de tres comandantes de las Fuerzas Armadas que gobernaron Honduras de 1956 a 1957

## Antecedente
En 1956 el presidente en funciones, señor Julio Lozano Díaz, gana las elecciones presidenciales, pero su objetivo era de mantenerse en el poder de forma dictatorial; Lozano Díaz anula al Congreso Nacional de Honduras y se declara jefe de Estado. Es por ello que el 21 de octubre del mismo año, es derrocado por una Junta Militar que se encontraba formada por un triunvirato de los oficiales de las Fuerzas Armadas de Honduras: 
- General de infantería Roque Jacinto Rodríguez Herrera (1898-1981); quien fungía como Director de la Academia Militar de Honduras General Francisco Morazán.
- Coronel de aviación Héctor Caraccioli Moncada (1922-1975) Jefe de la Fuerza Aérea de Honduras, y
- Mayor e Ingeniero Roberto Gálvez Barnes (1925-1996)  que fue Ministro en el gabinete de Julio Lozano Díaz.[2]

- Teniente coronel de infantería Roberto Palma Gálvez,[3] Secretario de la Junta Militar.
- Consejeros: Juan Valladares Rodríguez, Ignacio Agurcia.

## Gobierno
Esta Junta Militar, mientras gobernó a Honduras realizó las siguientes gestiones:
- Declarar y ampliar la amnistía para todos los delitos.
- Permitió el regreso al país de exiliados como: el Doctor Ramón Villeda Morales y Óscar Armando Flores Midence dirigentes del Partido Liberal de Honduras.
- Fundación de la Escuela Superior del Profesorado General Francisco Morazán el 15 de diciembre de 1956, con el fin de profesionalizar a la rama magisterial nacional. Esta escuela pasaría a ser la antecedente de la Universidad Pedagógica Nacional Francisco Morazán.
- El 21 de febrero de 1957 se creó el departamento de Gracias a Dios.
- En el mes de mayo (entre el 14 y el 23 de mayo de 1957), se tiene un enfrentamiento armado con la vecina república de Nicaragua en la región de Mocorón , conocida como La Guerra del Mocorón, en la que el dictador Luis Somoza intentó desviar la atención del ajusticiamiento de su padre por mano del poeta Rigoberto López Pérez.
- El 15 de octubre de 1957. Mediante Decreto n.º 170. El estado de Honduras bajo la junta militar, aprueba la Ley Orgánica de la Universidad Nacional de Honduras, otorgándole su autonomía. En tal sentido se renombra como: Universidad Nacional Autónoma de Honduras.
- El 17 de octubre de 1957. Mediante Decreto n.º 173. El estado de Honduras bajo la junta militar, asume la administración y financiación de las escuelas primarias a nivel nacional.

La Junta Militar ordena que el 21 de agosto se convoquen elecciones para una Asamblea Nacional, el 16 de noviembre de 1957 el mayor Roberto Gálvez Barnes, decide retirarse del triunvirato y en su lugar le sucede el teniente coronel Oswaldo López Arellano, quien a su vez fungía como ministro de Defensa, más tarde el general Roque Jacinto Rodríguez Herrera es separado por acuerdo unánime.  
En fecha 21 de diciembre de 1957, La junta militar entrega al Doctor Ramón Villeda Morales, la presidencia de la república de Honduras, al haber ganado las elecciones nacionales convocadas.
| Predecesor: Julio Lozano Díaz | Gobernantes de Honduras 21 de octubre de 1956-21 de diciembre de 1957 | Sucesor: Ramón Villeda Morales |